# 诺因基兴 (巴登-符腾堡州)
诺因基兴（德語：Neunkirchen，發音：[ˈnɔʏnˌkɪʁçn̩] ⓘ）是德国巴登-符腾堡州的市镇，属于卡尔斯鲁厄行政区内卡-奥登林山县。该市镇总面积为15.95平方千米，2023年12月31日总人口为1,868人。